# Xã Wilson, Quận DeWitt, Illinois
Xã Wilson (tiếng Anh: Wilson Township) là một xã thuộc quận DeWitt, tiểu bang Illinois, Hoa Kỳ. Năm 2010, dân số của xã này là 149 người.